# Jindřich I. Meklenburský
Jindřich I. Meklenburský zvaný Poutník (1230/1232 ? Regierung – 2. ledna 1302) byl meklenburský kníže, účastník křížové výpravy proti Litvě.

## Život
Jindřich byl jedním ze synů meklenburského knížete Jana a zpočátku spoluvládl s bratrem Albrechtem. Roku 1260 se oženil s Anastázií, dcerou Barnima Pomořanského.
Roku 1270 se kníže Jindřich zúčastnil křížové výpravy na Litvu a o rok později se vydal na pouť ke Svatému hrobu. Byl zajat a strávil téměř třicet let v arabském vězení. Propuštění se dočkal roku 1298. Po dobu jeho nepřítomnosti vládli jeho mladší bratři jako regenti nezletilého syna Jindřicha. Kníže zemřel roku 1302 a byl pohřben ve vévodské hrobce v klášteře Doberan.